# Посошная рать
Посо́шная ра́ть (Посоха) — временное ополчение в составе Войска Русского государства, XV—XVII веков.

При образовании централизованного государства народное ополчение было ликвидировано великокняжеской властью. Князь привлекал народные массы к военной службе лишь в случае серьёзной военной опасности, регулируя размеры и характер этой службы по своему усмотрению (посошная рать).— А.В. Чернов, Вооруженные силы Русского государства в XV—XVII веках.

## История
Посошная рать названа от слова «соха» — единица поземельного обложения налогом на Руси.
В состав Русского войска, во времена Ивана IV Васильевича, входила посошная рать (из сельского и городского населения). В разное время в неё выставлялось по одному человеку, конного или пешего, от 3, 5 или 30 дворов (в зависимости от обстоятельств и от принадлежности и качества земли, из грамоты 1547 года известно, что к Казанскому походу требовалось собрать в сёлах и деревнях по 2 человека с сохи («по конному да по пешему»), в слободах — по 1 человеку с 10 дворов), в возрасте от 25 до 40 лет. Они должны были обладать крепким здоровьем, хорошо стрелять из луков и пищалей, ходить на лыжах.
Собиралась по указу царя, управлялась воеводами и головами.
С XVII века посошные люди стали называться даточными людьми (ратниками).
Посошная рать снаряжалась и содержалось населением. Она выполняла как вспомогательные функции (См. предназначение), так и участвовала в боях. Другой задачей была охрана городов. Например, в Полоцком походе 1563 года посошных людей было около 80 900 человек при войске 43 000; в Ливонском походе 1577 года у «наряда» участвовало 8 600 пеших и 4 124 конных посошных людей; а в 1636 году в 130 городах несли службу 11 294 посадских и уездных людей. В числе их вооружения было не только холодное, но и огнестрельное оружие — у каждого пятого горожанина и шестого крестьянина. Правительство добивалось того, чтобы всё городское население было вооружено, и имело хотя бы пищаль и рогатину. Сельскому населению тоже желательно было иметь вооружение, например, бердыши, и, по возможности — огнестрельное. Это было связано с важной ролью народного ополчения во время войн, проходивших на отечественной территории.
В ходе военной реформы с помощью «посохи» Иван IV усовершенствовал порядок снабжения русского войска. Запас доставлялся обозами «посохи» или речными судами в пункты назначения, где создавались склады. Города имели на случай осады противником провианта на 2—3 года (Муром, Свияжск, Казань, Псков, Смоленск, Астрахань и другие). Так зародилась централизованная система снабжения вооружённых сил, получившая впоследствии название «магазинная».
Посоха («зборные люди») привлекались для возведения и ремонта укреплений засечных черт (Засека), грандиозных оборонительных линий (протяженность укреплений составляла более 1 000 км) на юго-восточных рубежах Русского государства.

## Предназначение
Привлекались:
- к строительству и восстановлению укреплений (военно-инженерные работы);
- к разграждению, строительству и восстановлению дорог (военно-дорожные работы);
- к строительству и восстановлению мостов (военно-дорожные работы);
- к наведению переправ;
- к подвозу орудий;
- к подвозу боеприпасов;
- к подвозу продовольствия;
- к обслуживанию орудий (артиллерийская прислуга);
- к обороне (Гуляй-город);

## Состав
- пешая[1]: пехота, дорожники, мостовики;
- коневая (конная)[1] с подводами (подвоз);

### Специальности
- «городники» — специалист в осадном искусстве;
- «мостники» — специалист строительства дорог, мостов;
- «порочных дел» мастера — строитель «пороков» (осадных машин);